# 国際連合安全保障理事会決議1733
国際連合安全保障理事会決議1733（こくさいれんごうあんぜんほしょうりじかいけつぎ1733、英: United Nations Security Council Resolution 1733）は、2006年12月22日に国際連合安全保障理事会で採択された決議である。
安保理は、国際連合事務総長の役割を認識した上で、2006年12月31日で事務総長の任期が終了するコフィー・アナンに対して敬意を表した。
潘基文が2007年1月1日からアナンの後継として事務総長に就任した。
決議は、喝采投票により採択された。

## 詳細
安保理は、国際連合憲章に基づいて国際連合を指導し、世界の紛争の恒久的な解決策を模索し、国際連合の改革に取り組むためのアナンの努力を称賛した。
また、アナンの国際的な平和と安全、発展への貢献や経済や社会、文化における国際問題の解決に向けた努力、そして、すべての人々への人道支援、人権、自由を促進するための努力を認めた。
最後に、アナンが国際連合憲章にある原則や国家間の友好関係の発展に専念したことに深い感謝の意を表した。